# Krsto Josipov Visković
Krsto Josipov Visković (Perast, 1856. – 1913.), peraški pomorski kapetan, diplomat i turistički djelatnik.
Rođen u hrvatskoj patricijskoj obitelji iz Perasta Viskovićima. Bio je pomorski kapetan. U Kotoru je bio glavni agent Austrijskog Lloyda. Aktivan u diplomaciji. Obnašao je dužnost vicekonzula Švedske i Norveške u Konstanci. Pionir turističke djelatnosti u Boki kotorskoj. Njegov je rad početkom 20. stoljeća bio važan razvitku turizma bokokotorskih mjesta.